# چارلز کینگزلی
چارلز کینگزلی (به انگلیسی: Charles Kingsley) ‏ (۱۸۱۹-۱۸۷۵) نویسنده، رمان‌نویس و استاد دانشگاه و مورخ انگلیسی بود. وی یکی از روحانیون برجسته کلیسای انگلیس بود که با سوسیالیسم مسیحی همراه بود. با تشکل‌های کارگری همکاری می‌نمود و خواهان اصلاحات قوانین کارگری به شیوه مدرن بود. کینگزلی همچنین از دوستان نزدیک چارلز داروین بود.
چارلز کینگزلی مجموعه اشعاری نیز سروده که اولین مجموعه آن در سال ۱۳۸۶ شمسی توسط احسان صفاپور به فارسی ترجمه شد.

## آثار
کینگزلی آثار فراوانی از خود به جای گذاشته که مهم‌ترین آن‌ها عبارت است از:
- !Westward Ho رمان ۱۸۵۵
- Hereward the Wake رمان ۱۸۶۶
- «بچه‌های آب» رمانی برای کودکان ۱۸۶۳
- «قهرمانان» کتاب برای کودکان
- مجموعه اشعار چارلز کینگزلی

## نمونه شعر
Daily Duty

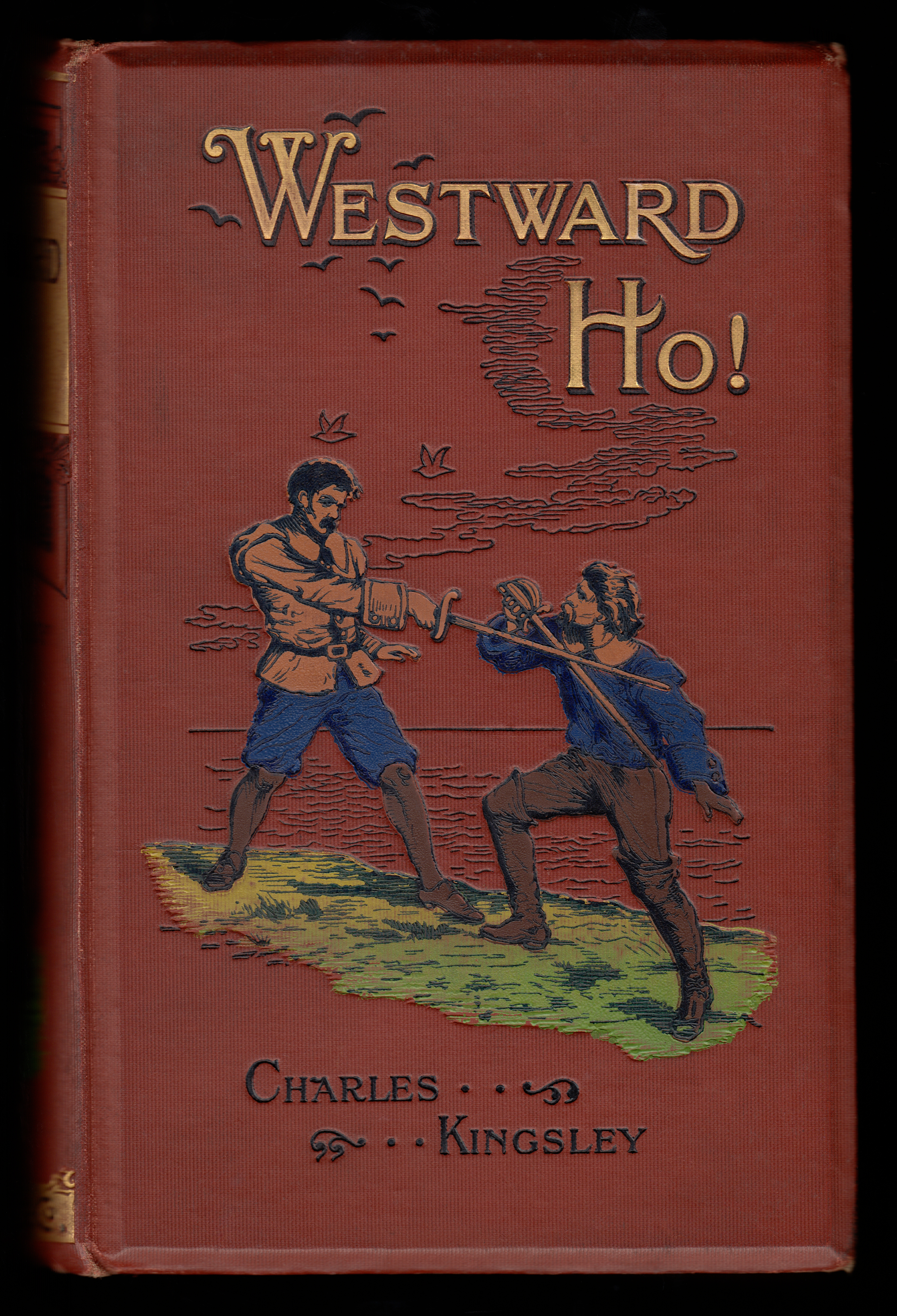

Thank God every morning when you get up
that have something to do that day
which must be done, whether you like it or not.
Being forced to work and forced to do your best
will breed in you temperance and self-control,
diligence and strength of will, cheerfulness and content,
and a hundred virtues which the idle never know.
Charles Kingsley
وظیفه روزانه
هر بامداد که از خواب برخاستی خدا را سپاس گوی
که در آن روز تو را کاری هست که،
مطلوب یا نامطلوب، باید آن را انجام دهی
و چون کاری است واجب،
واجب است که بهترین تلاش خود را در انجام آن صرف کنی.
این احساس تو را به فضیلت اعتدال و حاکمیّت بر خویش
و پشتکار و قدرت اراده و سرخوشی و خرسندی می‌آراید
و یکصد فضیلت دیگر برای تو به همراه می‌آورد
که آن انسان کاهل بیکار هرگز از آن خبر نمی‌شود.
«چارلز کینگزلی»
ترجمه حسین الهی قمشه‌ای

## گفتاورد
خوشبختی
«بعضی مردم طوری رفتار می‌کنند، گویی رفاه و تجمل، مهم‌ترین چیزهای زندگی هستند. اما برای رسیدن به خوشبختی واقعی، فقط نیاز به چیزی داریم که فقط کمی ما را شاد کند.»
چارلز کینگزلی